# Città di Victoria Park
La città di Victoria Park è una delle 29 Local Government Areas che si trovano nell'area metropolitana di Perth, in Australia Occidentale. Essa si estende su di una superficie di 17,9 chilometri quadrati ed ha una popolazione di 29.495 abitanti.